# 882 Swetlana
882 Swetlana è un asteroide della fascia principale del diametro medio di circa 43,55 km. Scoperto nel 1917, presenta un'orbita caratterizzata da un semiasse maggiore pari a 3,1312389 UA e da un'eccentricità di 0,2628862, inclinata di 6,11974° rispetto all'eclittica.
L'origine del suo nome è sconosciuta.